# Constituição do Dominato
A constituição do Dominato foi um conjunto não escrito das diretrizes e princípios transmitidos principalmente através de precedentes. A constituição do principado romano (início do império romano), que foi criado pelo imperador Augusto, no século I, e foi o governo do "Império Romano" durante três séculos. Diocleciano tornou-se imperador em 284, e seu reinado marcou o fim do principado e o início do "Dominato" (de dominus em latim: "Senhor" ou "Mestre"). A constituição do dominato finalmente reconheceu a monarquia como a verdadeira fonte de poder, e assim terminou a ficção do poder compartilhado entre o "imperador romano" e o "senado romano".
Após Diocleciano ter reorganizado a superestrutura da Constituição, ele então reorganizou o aparelho administrativo do governo. Quando Diocleciano abdicou do trono em 305, o império caiu rapidamente de volta ao caos. No entanto, após o caos ter diminuído, grande parte da constituição de Diocleciano permaneceu em vigor. Sua divisão do império em ocidental e oriental, com cada metade sob o comando de um imperador separado, manteve-se com breves interrupções de unidade política. A capital do Império do ocidente nunca foi devolvido a Roma, o senado e magistrados executivos continuaram a funcionar como constituição de diocleciana tinha originalmente especificado, e as divisões civis e militares de Diocleciano do império permaneceram em vigor. Imperadores mais tarde, especialmente Constantino, o Grande, e Justiniano modificaram a constituição de Diocleciano.

## Augustos e césares
Sob nova constituição de Diocleciano, o poder foi dividido entre dois imperadores chamados Augustos. A criação de dois co-equivalente Augustos marcou um renascimento do velho princípio republicano da colegialidade, como todas as leis, decretos e compromissos que vieram de um dos Augustos, eram para ser reconhecido como vindo de ambos conjuntamente. Um Augusto governava a metade ocidental do império, e o outro Augusto governava a metade oriental do império. Diocleciano fez Maximiano seu co-augusto, e lhe deu o império do ocidente, enquanto Diocleciano ficou com o império do oriente. Diocleciano fez Nicomédia sua capital, e Maximiano fez Milão sua capital. Para fazer com que as duas metades simbolicamente parecessem ser um império, Diocleciano chamou seu território "patres Orientis", enquanto Maximiano chamou seu território de "patres Occidentis".

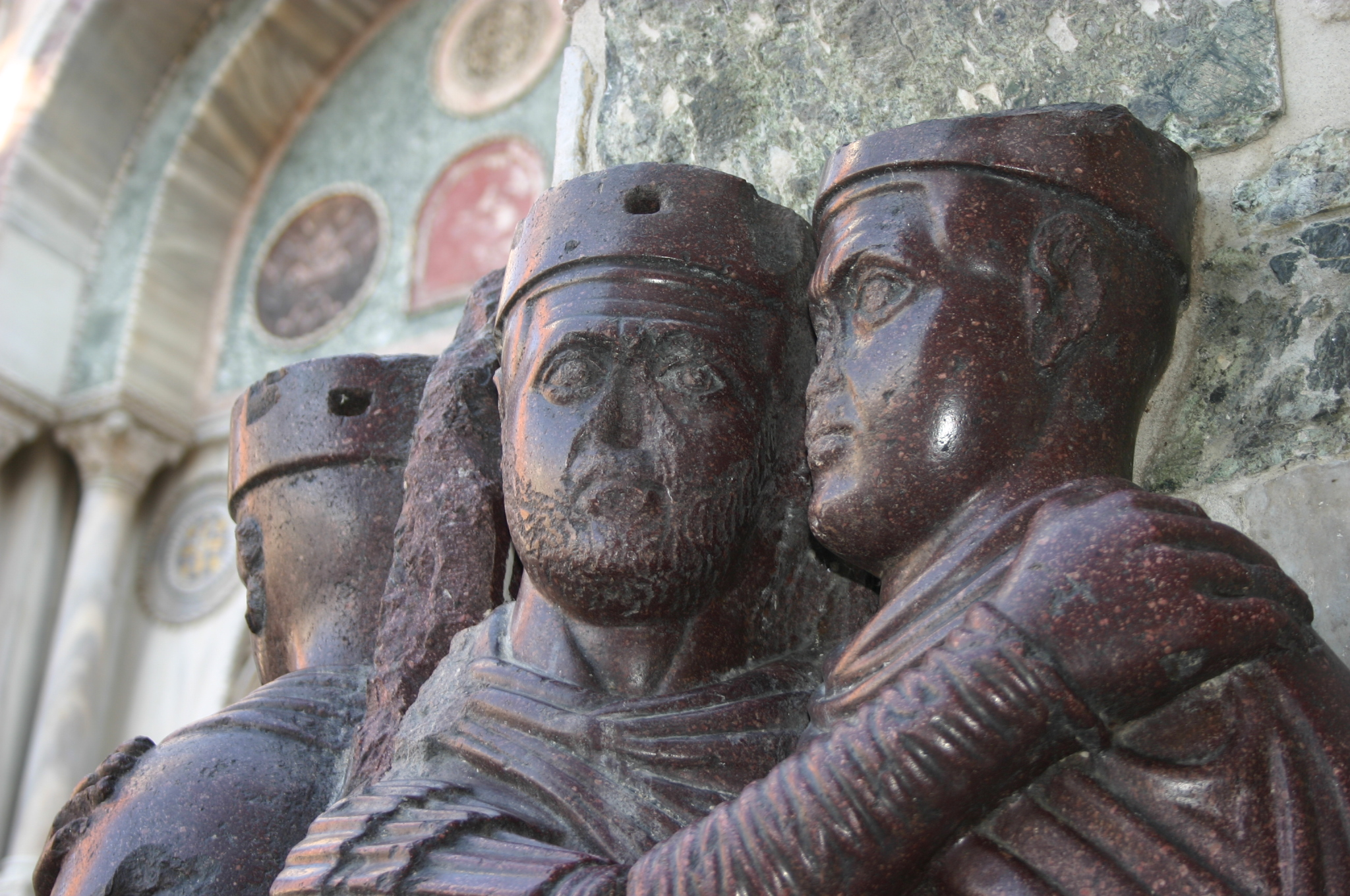
Os Tetrarcas, em Veneza, na quina da parede da basílica de São Marcos

Os Augustos eram juridicamente distintos dos velhos príncipes, porque sob o principado, os príncipes tomaram o lugar dos antigos magistrados republicanos. Quando um príncipe promulgava um decreto, esse decreto era apenas válido enquanto que príncipe era o imperador, ao passo que, em contraste, sob a república, qualquer decreto emitido por um magistrado só era bom enquanto esse magistrado estava no cargo. Sob a república e o principado, apenas o senado e assembleias legislativas eram instituições contínuas, e, portanto, só eles poderiam aprovar leis que permaneciam em vigor por tempo indeterminado. Sob o novo dominato diocleciano, o augustos tomaram o lugar do senado e das assembleias, e, portanto, qualquer decreto de um augusto permanecia em vigor mesmo depois que um imperador em particular deixou o cargo. Tal ato só poderia ser invalidado por um futuro imperador. A extensão lógica deste conceito significa que nem um magistrado, as assembleias, nem o senado, poderia legalmente restringir o imperador.
Os antigos magistrados republicanos, assim como o príncipes, ambos tinham status legal. Sob a república, o Estado deu aos magistrados a autorização para manterem o seu cargo, enquanto estivessem sob o principado, enquanto aos príncipes, o Estado deu a autorização legal para serem imperadores. Qualquer Augusto, em contrapartida, não precisava de autorização do Estado para ser imperador, porque o augusto tornou-se o Estado. A autoridade soberana dos Augustos era demostrada por suas túnicas (que eram enfeitadas com pedras preciosas), pela tiara imperial, assim como a pela elaborada cerimônia exigida a qualquer pessoa que deles se aproximavam. Diferentemente do antigo príncipe, os augustos eram vistos como sendo mais do que um ser mortal, um fato que era ilustrado pelas honras que eles recebiam. Estas homenagens tinham, no passado, sido reservadas apenas para os deuses. Embora os imperadores tinham recebido tais honras no passado, eles só recebiam estas honras após a sua morte, e, no entanto, o augusto poderia receber tais honras enquanto eles ainda estavam vivos.
Em 293, Diocleciano e Maximiano nomearam dois césares, o que resultou em um arranjo conhecido como o "tetrarquia". Os césares estavam subordinados ao seus augustos, e a única autoridade que eles tinham era aquele que tinha sido dada a eles por seu augustos. Diocleciano indicou Galério enquanto Maximiano indicou Constâncio Cloro. A partir de então, passaram a existir quatro imperadores, dois deles com o título de augusto (augustus) e dois com o título de césar (caesar). Constâncio Cloro e Galério foram proclamados césares. Os césares eram chefes militares capazes de governar e proteger o império, adotados como filhos pelos augustos, a quem sucederiam em caso de morte, incapacidade provocada pela velhice ou decorridos vinte anos de seus governos. Os césares, lugar-tenente dos augustos, também possuíam capital, exército e administração próprios. A essa organização dá-se o nome de tetrarquia, pois há dois augustos e dois césares. Diocleciano tinha esperança de que os augustos renunciariam conjuntamente em um determinado ponto no tempo, e assim permitiriam que os seus césares pudessem substituí-los.

## Administração do império
Diocleciano separou o aparato administrativo civil e o aparelhos administrativos militares, a fim de mitigar o risco de que os generais futuros pudessem tentar tomar o trono por meio da força, e em seguida ele reorganizou os dois setores administrativos. Enquanto mudanças foram feitas por imperadores subsequentes, a estrutura básica estabelecida por Diocleciano iria regulamentar o império até a sua eventual queda no ocidente durante o século V. O governo do império foi dividido (em estruturas civis e militares) entre os níveis central e provincial. O governo geral central refere-se a aqueles funcionários públicos diretamente associados à corte do imperador e aos oficiais militares de mais alto escalão. O governo provincial inclui todos os níveis de governadores provinciais e comandantes militares locais.

### Corte imperial
O governo central do império Romano era a corte imperial. No topo do governo central estava o próprio imperador. De sua existência toda a autoridade imperial fluía, tanto para os civis como militares. Os decretos do imperador eram vinculativa para todas pessoas em todo o Império. Para apoiar o Imperador na administração do império, o imperador era assistido por numerosos funcionários judiciários (conde). O mais importante desses funcionários judiciais era o chanceler imperial (mestre dos ofícios). Criado por Constantino, o Grande, em 320, o chanceler funcionava como o chefe de governo para o império. Classificado como um conde do império, o chanceler supervisionava todo o serviço público. O portfólio da chanceler incluem um número significativo de funções manipulados por funcionários do governo modernos. O chanceler foi responsável pela realização de cerimônias judiciais e regulação das audiências com a imperador.

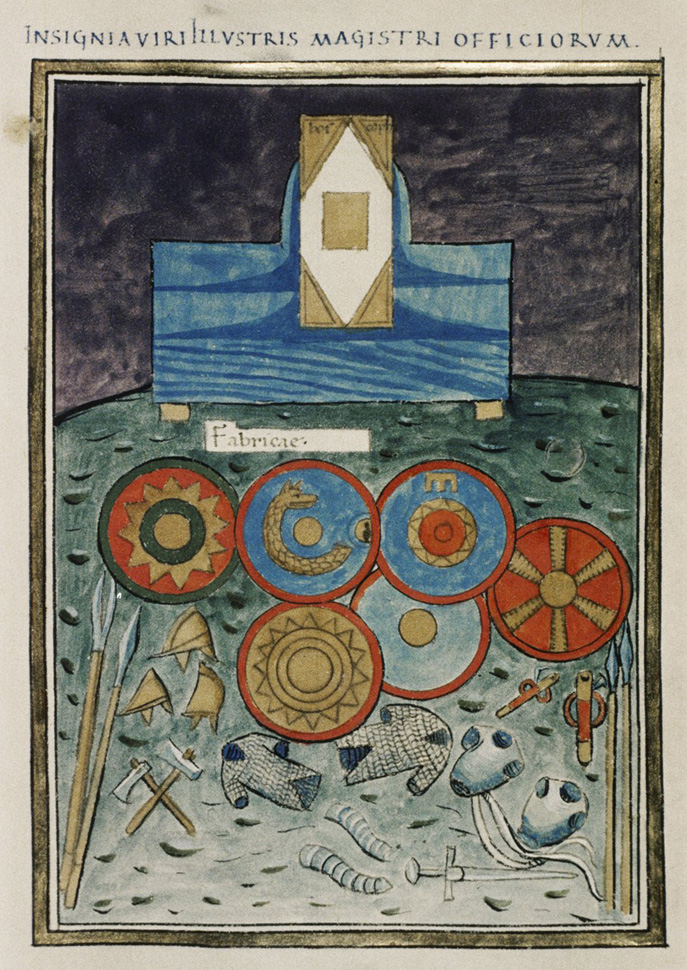
Insígnia do mestre dos ofícios do Oriente, tal como exibida na Notitia Dignitatum

Todas as correspondências com as potências estrangeiras eram enviadas por ele e as correspondência de embaixadas enviadas por potências estrangeiras ao Imperador eram recebidas pelo chanceler. O chanceler comandava o serviço de inteligência imperial (agentes nos assuntos), que lidava com as comunicações entre o imperador e os governos provinciais, bem como a coleta de informações e transmissão de comandos imperiais, frequentemente ficando na área para assegurar a implementação desses comandos como polícia secreta imperial. O Chanceleres também supervisionava o Serviço de Transporte Imperial (curso público), uma série de fortes e estações espalhadas ao longo dos maiores sistemas rodoviários que ligam as regiões do mundo romano. Estes fortes e estações (mansões) serviram como pontos de revezamento e fornecimento de cavalos para despachar cavaleiros (geralmente soldados) e veículos para funcionários judiciários, também refeições e descanso. O corpo de guarda imperial (escolas palatinas) estava sob o comando do chanceler, bem como os vários arsenais imperiais localizadas em todo o império. O chanceler tinha controle direto sobre a chancelaria imperial, o órgão administrativo central do império, que coordenava as funções civis do império e prestava apoio direto ao imperador. A chancelaria imperial foi dividida em quatro departamentos (a "scrinia sacra"): o departamento clerical (escrínio da memória), o departamento de correspondência (escrínio epistolário), o departamento Legal (escrínio das liberalidades), e o departamento de acordo (escrínio das disposições). Cada uma dessas agências apoiavam um diretor de gabinete (mestre do escrínio), que relatava ao chanceler.
O juiz do tribunal Imperial ("Questor do palácio sagrado") era a principal autoridade legal do império e era responsável pela administração da justiça em todo o império. Era selecionado dentre aqueles com significativa formação jurídica, o juiz servia como conselheiro legal chefe do imperador e era responsável por supervisionar a promulgação da legislação e pela elaboração decretos imperiais. A partir do início do século V, ele presidiu supremo tribunal do império, que ouvia apelos das várias instâncias inferiores do império.
Um dos mais altos postos dos funcionários da corte imperial era o de camareiro imperial (Prepósito do cubículo sagrado). O camareiro, geralmente um eunuco, que gerenciava as operações diárias do palácio imperial. Ele supervisionava os servos do palácio (cubiculários), também eunucos, e era responsável pela dormitório imperial, guarda-roupa e recepções. Embora o camareiro tecnicamente não possuísse autoridade administrativa fora do gerenciamento a casa imperial, seu contato íntimo e diário com o imperador concedeu-lhe grande influência sobre os outros oficiais da corte, permitindo que ele de fato tivesse a autoridade de coordenação sobre todos os oficiais da corte.
A administração das finanças era um grande dever da corte imperial. Dois funcionários dentro do corte se preocupavam com assuntos financeiros. O conde do tesouro imperial (conde das sagradas liberalidades) era diretor financeiro do império, servindo em um papel semelhante a um ministro das finanças modernos. O conde supervisionava a coleta e distribuição de impostos imperiais, a gerenciava o tesouro imperial, controlava a cunhagem de moedas imperiais, as usinas estatais e as fábricas têxteis, e plantas de mineração estatal. O conde também exercia funções judiciais em que se referiam às questões fiscais, sem apelo de sua decisão. O outro oficial financeiro fundamental era o conde do patrimônio imperial ("conde da fortuna privada"), que administrava a propriedade privada do imperador e gerenciava todas as propriedades imperiais, incluindo a cobrança de aluguel derivados.

### Governos provinciais
Quando Diocleciano reformou a máquina administrativa do império, ele tirou os administradores civis de seus poderes militares (concedendo a eles como alternativa gabinetes distintos). Além disso, ele dividiu ainda mais as várias províncias em unidades menores, efetivamente dobrou o número de províncias de cinqüenta a mais de uma centena. Para esta nova organização ele impôs dois novos níveis burocráticos entre os imperadores e as províncias: as prefeituras e as dioceses. Diocleciano agrupou estas cem províncias em doze dioceses, que foram então agrupadas em quatro prefeituras. O resultado foi que as unidades de governo eram muito menores e, portanto, mais fáceis de gerenciar, do que tinham sido antes das reformas de Diocleciano. Isto não só fez a administração do império mais fácil, mas também ajudou a minimizar o risco de revolta.

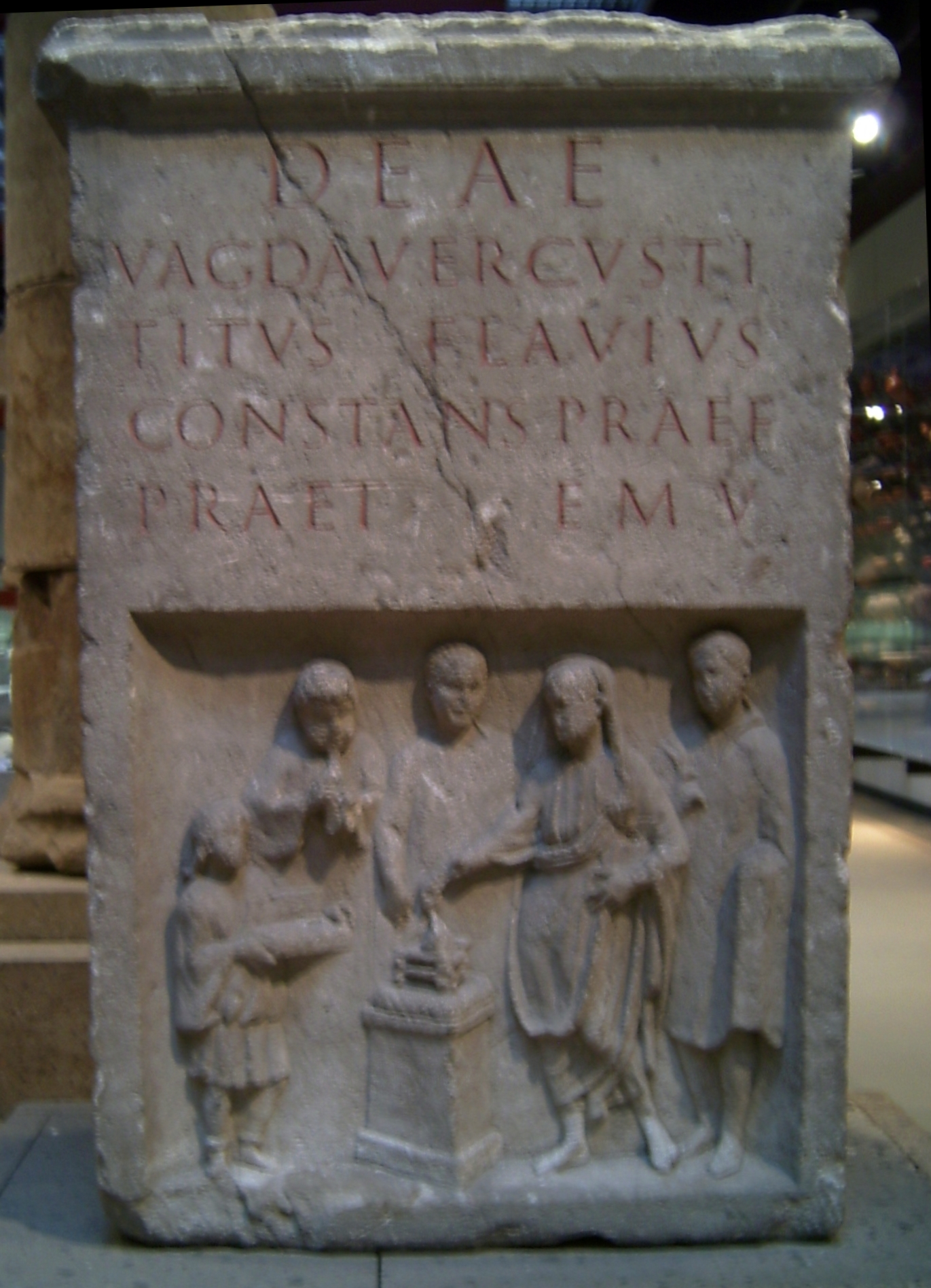
Vagdavercustis, pedra da consagração romana. Altar dedicado ao prefeito do pretório, em Colônia (Köln), Alemanha.

As quatro prefeituras, cada uma liderada por um prefeito civil pretoriano ("praefecti praetorio"), serviam como o alto nível do governo provincial. Os prefeitos eram no topo dos administradores do imperador, ficando logo abaixo do próprio imperador em dignidade. Enquanto inicialmente, serviam como segundo-em-comando do Imperador em todos os assuntos da administração imperial (militar, civil, jurídico, fiscal, etc.), os prefeitos, gradualmente, tiveram parte de sua autoridade despojada e dada a outros gabinetes: aos mestres dos soldados para os assuntos militares e ao chanceler imperial para a administração civil central. Estas reformas foram o resultado tanto por conta da falta de funcionários adequados para executar as amplas tarefas do prefeito, e como do desejo de reduzir o desafio potencial à autoridade do imperador representado pelo poder do prefeito. Os poderes civis dos prefeitos ainda eram vastos, pois eles poderiam nomear indivíduos para preencher uma vaga para governador, supervisionar a conduta dos governantes, ou até mesmo demitir um governador. Prefeitos também poderia interpretar a lei, apreciar recursos legais, controlar as finanças, e alguns ainda eram atribuídos com responsabilidades militares. Os poderes dos prefeitos eram tão extenso que Diocleciano só permitiu a cada prefeito permanecer no cargo por um curto período de tempo. As quatro prefeituras foram chamados Orientis, Illyrici, Italiae e Galliarum, com Constantinopla, Sirmio, Milão e Tréveris constituindo as capitais das respectivas prefeituras.
As cidades de Roma e Constantinopla ambas foram isentas do controle de um prefeito pretoriano e ao invés eram controladas por seus próprios governadores civis respondendo diretamente ao imperador. Estes dois prefeitos urbanos ("Praefectus urbi") foram responsáveis pela administração civil da sua cidade, por presidir seus respectivos senados, e serviam como juízes supremo para os processos civis e criminais dentro da cidade. Os prefeitos comandavam a coorte urbana ("cohortes urbanae") e os guardas da cidade ("Vigiles"), a fim de manter a ordem e segurança dentro da cidade. O prefeito também supervisionava a manutenção de aquedutos da cidade e supervisionava os mercados. Uma de suas mais importantes tarefas era supervisionar a oferta de milho na sua respectiva cidade. Na ordenação entre prefeituras e províncias estavam as dioceses. Cada diocese era liderada por um governador civil conhecido como vigário (vicarius). Em ordem diretamente abaixo do vigário estavam os governadores provinciais, que eram nomeados pelo imperador e detinham vários títulos. Todos os governadores provinciais eram condes de Terceira Classe. O posto mais alto dos governadores provinciais eram as procônsules que governaram as províncias da África, Ásia e Acaia. Esses três governadores provinciais respondiam diretamente ao imperador devido ao seu valor estratégico.
Todas as outras províncias eram governadas por presidentes (praesides). Os deveres primários dos governadores das províncias eram administrativos e judiciais. O governador poderia emitir decretos que, se aprovado pelo imperador, iriam se tornar obrigatórios sobre a província. O governador também era o mais alto funcionário judicial da província, com apelos apresentados pelo respectivo vigário.

### Condes
Administradores civis e militares do final do império eram geralmente classificado como condes). A patente do Conde começava como título dado a funcionários de confiança do imperador como uma marca de confiança imperial, e, mais tarde tornando-se um posto formal. "Conde" não era um título hereditário como o encontrado no feudalismo, mas sim uma classificação associada dentro de uma posição distinta no âmbito da administração imperial. Todos os condes eram automaticamente membros da Ordem Senatorial, no entanto, a medida que o sistema imperial expandiu, novos gabinetes foram necessários e isso resultou no desenvolvimento de três classes dentro do posto de conde: o conde de primeira classe, homem ilustre ("Vir illustris"); o conde de segunda classe, homem espectável ("vir spectabilis"); e o conde de terceira classe, o homem claríssimo ("Vir clarissimus").
As mais importantes posições da corte imperial, os comandantes militares do alto escalão e o camareiro imperial, eram todas dadas a condes de primeira classe. Os condes de segunda classe eram os vários procônsules, vigários das dioceses, comandantes militares provinciais, entre outros. Condes de terceira classe era a qualificação básica para obter a entrada no senado e inclusive no cargo de governador de uma província e outros cargos inferiores.

### Estrutura militar
Para a reforma da estrutura civil, Diocleciano acrescentou um reorganizado comando militar supremo. Duas partes significativas da reforma são evidentes: a separação dos comandantes militares da administração civil e da divisão do exército em duas classes: os Exércitos de campo ("comitatenses") e as Tropas de fronteira ("limitanei"). Os Exércitos de campo serviam como reserva estratégica do império para responder às crises em qualquer local que elas pudessem surgir enquanto as tropas da fronteira estavam permanentemente estacionados ao longo das fronteiras do império ("limes").
Recrutados entre as fileiras dos exércitos de campo, eram as unidades das tropas do palácio ("Palatini"), que acompanhavam o imperador enquanto ele viajava por todo o império pois eram os sucessores da guarda do principado pretoriano. Os supremos comandantes militares do império do dominato eram os mestre dos soldados ("Magister militum").

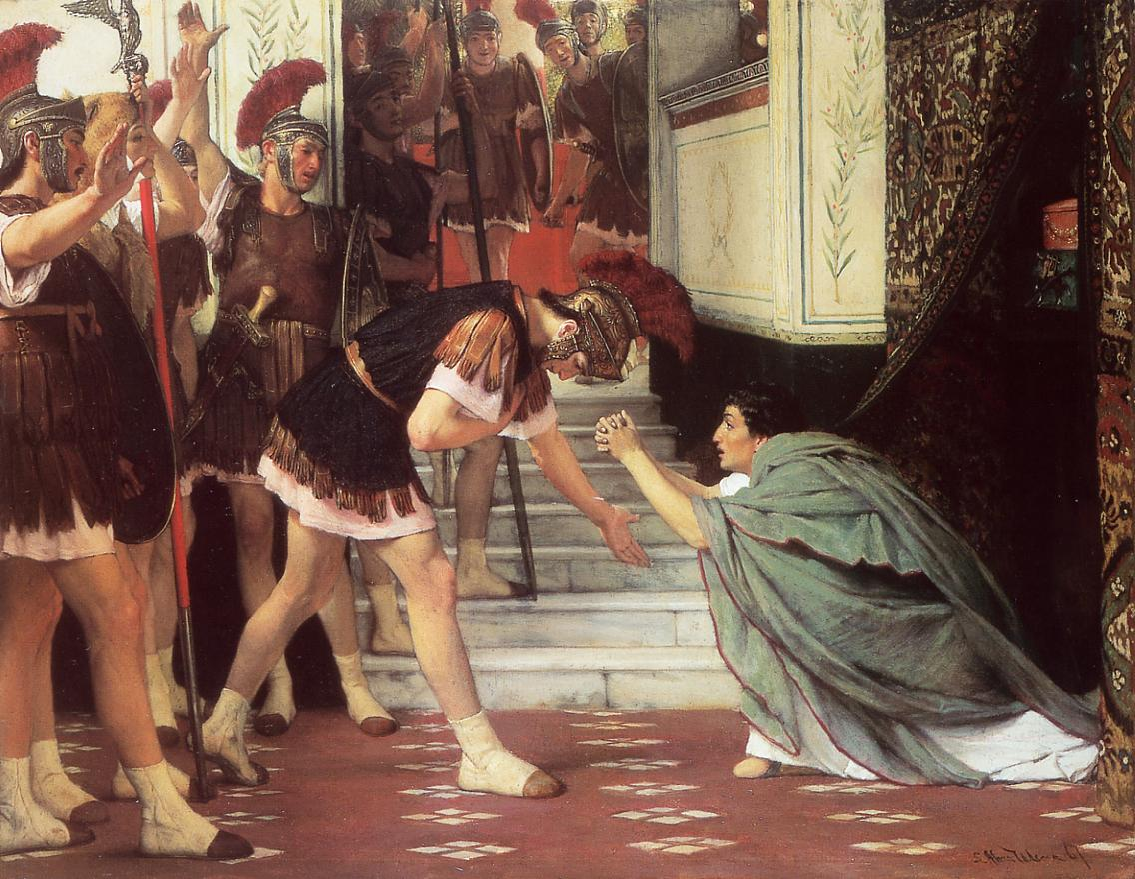
Proclamação de Cláudio (a direita) como imperador romano pela guarda pretoriana, no ano 41, por Lawrence Alma-Tadema

Existiam sete tais mestres em todo o império (dois no Ocidente e cinco no Oriente) todos eles condes de primeira classe. O estabelecimento de autoridades exclusivamente militares criou a oportunidade para uma liderança militar mais profissional.
No interior do império oriental romano, havia mestres dos soldados na Ilíria, Trácia, e no Oriente. Cada um desses três mestres exerciam comando independente sobre um dos três exércitos de campo do império do oriente. Havia também dois "mestres dos soldados presentes" que acompanharam o imperador oriental e que cada um comandava metade das tropas do palácio. Cada um dos cinco mestres eram mutuamente em patente iguais entre si.
No império ocidental romano, havia um mestre dos dois exércitos ("magister utriusque militiae") e um mestre da cavalaria. O Mestre dos dois exércitos era o comandante supremo militar do ocidente, patenteado apenas abaixo do imperador e, acima de todos os outros comandantes militares, comandante da metade das tropas palácio. O mestre da cavalaria tinha o comando de metade das tropas do palácio e do exército de campo de Gália, mas ainda sob o comando do mestre dos dois exércitos. Para apoiar os mestres dos soldados, o império criou diversos condes dos assuntos militares (comes militaris rei). Eram seis os tais condes militares em todo o império. Os condes militares, eram condes de segunda classe.
No oriente, havia apenas um conde militar: o conde dos assuntos militares do Egito (Comes rei militaris aegypti). Ao contrário dos condes militares do ocidente, esse conde comandava as tropas estacionadas na fronteira Egito e respondia diretamente ao imperador oriental.
No ocidente, havia seis condes militares, um para cada um dos cinco exércitos de campo. Na Ilíria, África, Mauritânia Tingitana, Hispânia, e Britânia. O sexto conde militar era o conde da costa saxônica (Comes litoris Saxonici per Britannias), comandava as tropas da fronteira ao longo de ambos os lados do canal da Mancha e respondia ao conde da Britannia. Os cinco condes militares normais reportavam ao Mestre dos dois exércitos.
As várias tropas de fronteira estavam sob o comando de duques ("duces limitis") ou "comandantes de fronteira". A maioria dos duques tinham o comando das forças em uma única província, mas alguns controlavam mais de uma província. No oriente, os duques eram subordinados ao mestre dos soldados de seu distrito enquanto que, no ocidente, eles respondiam aos seus respectivos condes militares.

### Senado e magistrados
Diocleciano reorganizou o aparelho administrativo do governo e a eliminação da sede do governo de Roma reduziu o senado romano a um órgão municipal, uma imagem que foi reforçada quando, mais tarde, o imperador Constantino criou um gabinete semelhante em Constantinopla. Desde a fundação da cidade, era considerado retornar o controle do estado ao senado sempre que o chefe da magistratura ficasse vago, e assim essa reforma administrativa do governo rouba do senado seu status como um depositário do poder supremo. As reformas dioclecianas também terminaram com as suspeitas que tivessem permanecido, sejam qual fossem elas, de que o senado tinha poderes legislativos substantivos, e uma vez que as magistraturas tornaram-se sem sentido, os poderes eleitorais do senado não tinham qualquer significado real.
O senado manteve os seus poderes legislativos sobre jogos públicos e sobre a ordem senatorial, bem como no poder de julgar casos legais, especialmente em casos de traição, se o imperador desse permissão. Os magistrados executivos passaram a ser pouco mais do que os funcionários municipais desde muito antes de Diocleciano tornar-se imperador, e assim as reformas de Diocleciano simplesmente declararam esse fato abertamente. O cônsul então só poderia presidir o senado, e o pretor e questor podiam apenas administrar os jogos públicos, embora o pretor manteve alguma autoridade judicial limitada. Todos os outros gabinetes magistrais desapareceram. Os dois primeiros "cônsules romanos" em um determinado ano, os cônsules "ordinarii", eram nomeados pelo imperador, e o mandato agora, depois das reformas dioclecianas, terminava em 21 de abril, enquanto todos os outros cônsules desse determinado ano (os cônsules de menor prestígio, os "suffecti") eram eleitos pelo senado. O senado também elegia "pretores" e "questores" ', embora a aprovação do imperador era necessária antes que qualquer eleição pudesse ser certificada.

## Final do Dominato
Teodósio aderiu ao roxo no oriente em 379 e no ocidente em 394. Ele proibiu o paganismo e fez do cristianismo a religião oficial do império. Ele foi o último imperador a governar uma Europa unida ao império romano. Ele consolida o final da transição do período co-imperial com a distribuição do oriente para o seu filho Arcádio e do ocidente para seu filho Honório e, após sua morte (r. 378–395), o Império Romano foi definitivamente dividido sob seus filhos e nunca mais voltou a unir-se. No ocidente, o cargo de imperador logo se degenerou a pouco mais que um fantoche na sucessão de reis tribais germânicos, iniciando a fase final do período do dominato quando o hérulo, Odoacro, simplesmente derruba o imperador Rómulo Augusto pondo um ponto final no Império Romano do Ocidente em 476.
Justiniano teve como objetivo fundamental a tentativa de reconstrução do fragmentado império ocidental, que, desde 450, era vítima dos ataques dos bárbaros germânicos. Ao sentido político e social dessa empreitada juntava-se o fator religioso, pois, para Justiniano, Roma continuava sendo o centro do mundo católico. Com a ocupação de um amplo setor do sul da Espanha pelas tropas imperiais, em 554, o Mediterrâneo voltou a ficar sob o controle dos romanos - desta vez, porém, do império do oriente. O império alcançou sua máxima extensão. A necessidade de fortalecer as fronteiras orientais contra os persas, no entanto, levou Justiniano a abandonar a empreitada iniciada na Europa. O autoritarismo e os altos impostos fizeram com que a população respirasse aliviada com a notícia do morte de Justiniano. A data da morte do imperador (Constantinopla, 565) põe fim ao período da história de Roma denominado como Dominato.